# Шавиньи (Мёрт и Мозель)
Шавиньи́ (фр. Chavigny) — коммуна во французском департаменте Мёрт и Мозель, региона Лотарингия. Относится к кантону Нёв-Мезон.

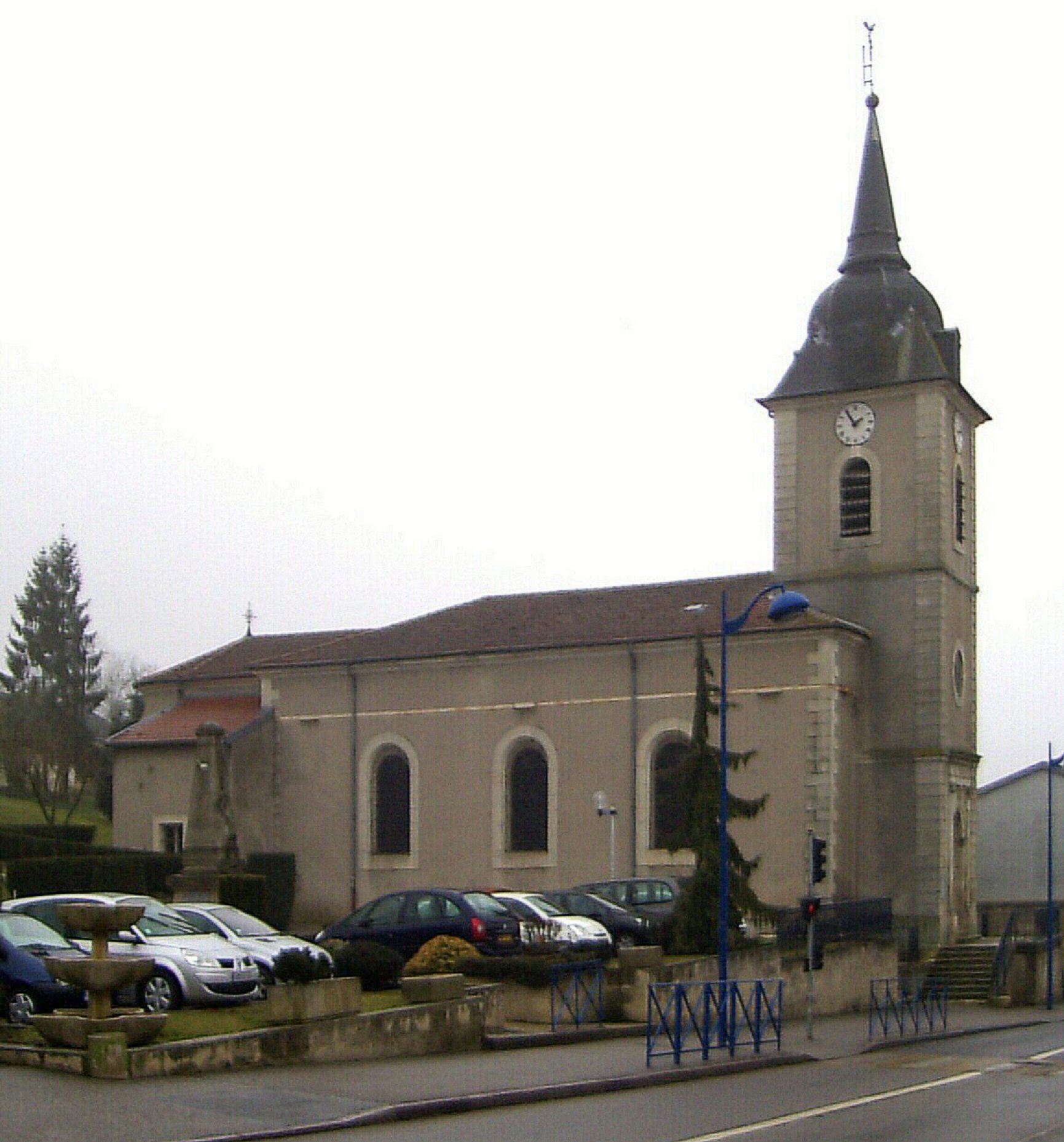
Церковь Сен-Блэз в Шавиньи (XVIII век).

## Демография
Население коммуны на 2010 год составляло 1758 человек.
| 1962 | 1968 | 1975 | 1982 | 1990 | 1999 | 2010 |
| ---- | ---- | ---- | ---- | ---- | ---- | ---- |
| 1293 | 1459 | 1508 | 1410 | 1472 | 1600 | 1758 |